# La Font Ribera
La Font Ribera és una muntanya de 508 metres que es troba al municipi de Castelló de Farfanya, a la comarca catalana de la Noguera.
Al cim podem trobar-hi un vèrtex geodèsic (referència 254105001).